# Mini DisplayPort

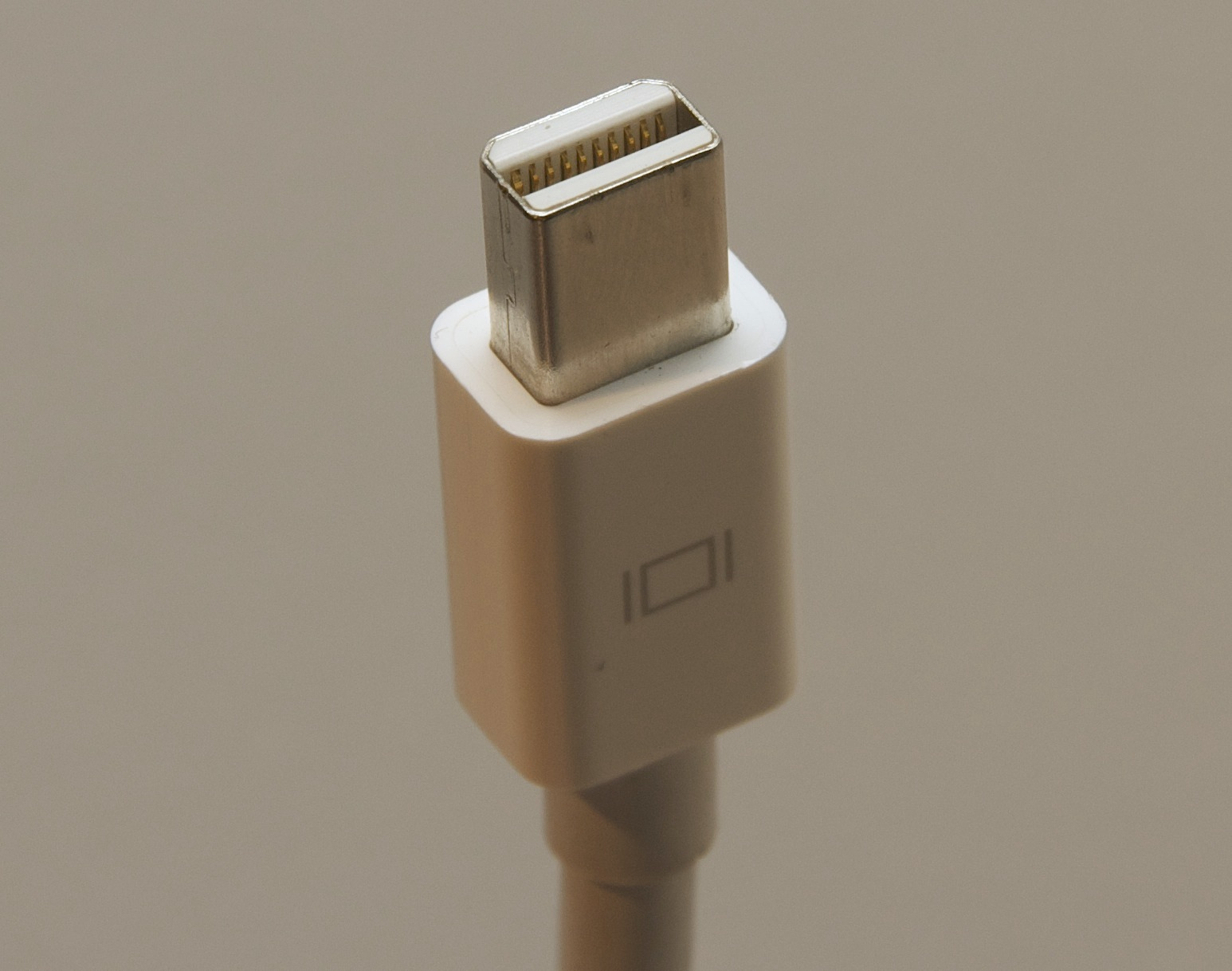
Mini DisplayPort傳輸線

Mini DisplayPort是一個微型版本的DisplayPort。由蘋果公司於2008年10月14日發表，而Thunderbolt出來後，起初也使用這個接口。在2013年年初，LED Cinema Display以及所有新款Mac都配备支持TB與Mini-DP的複合連接埠。

## 使用
絕大多數應用於MacBook（取代先前的Mini-DVI）、MacBook Air（取代先前的Micro-DVI）與MacBook Pro（取代先前的DVI）筆記本電腦中。曾經為了推廣使用，於2008年11月27日，蘋果公司免費公開授權其他廠商開發Mini DisplayPort的有關產品。所以其他廠商的部分筆記型電腦亦設有Mini DisplayPort，例如Microsoft Surface Laptop (2017)，但基本上是蘋果獨佔。
自2016年起，苹果在新款產品裡开始用USB-C取代Mini-DisplayPort，这意味着唯一一家曾经使用过包括台式机在内的所有设备的公司已经放弃了它。這不代表其技術指標不佳或是沒有升級潛力，由于Mini DisplayPort主要用于移动电子设备，因此1.2提供的带宽在典型情况下(如连接到单个大型显示器上)是绰绰有余的。可是对于带宽更高的更超清版本，消费者已經轉移到type-C接口，根本就没有真正的市場需求，因此很多公司从不费心投入资源来进一步开发它。

## 參數
與DisplayPort一樣，Mini DisplayPort最高支援4096×2160解像度的顯示器。
蘋果公司發表的Mini DisplayPort同時也支援HDMI，VGA跟DVI訊號輸出，但需要加上轉換器。

## 作為Thunderbolt初代介面
2011年2月起，Apple新發佈的Thunderbolt連接埠也開始相容DisplayPort 1.1設備，直接連在Thunderbolt連接埠進行視訊資料輸出，Thunderbolt連接埠向下相容Mini DisplayPort，且二者物理結構及針腳設計完全相同。但DisplayPort 1.1設備必須接在Thunderbolt鏈路的末端。

## 外部連結
- Mini DisplayPort使用授權 （页面存档备份，存于）